# Alexander von Pflaum

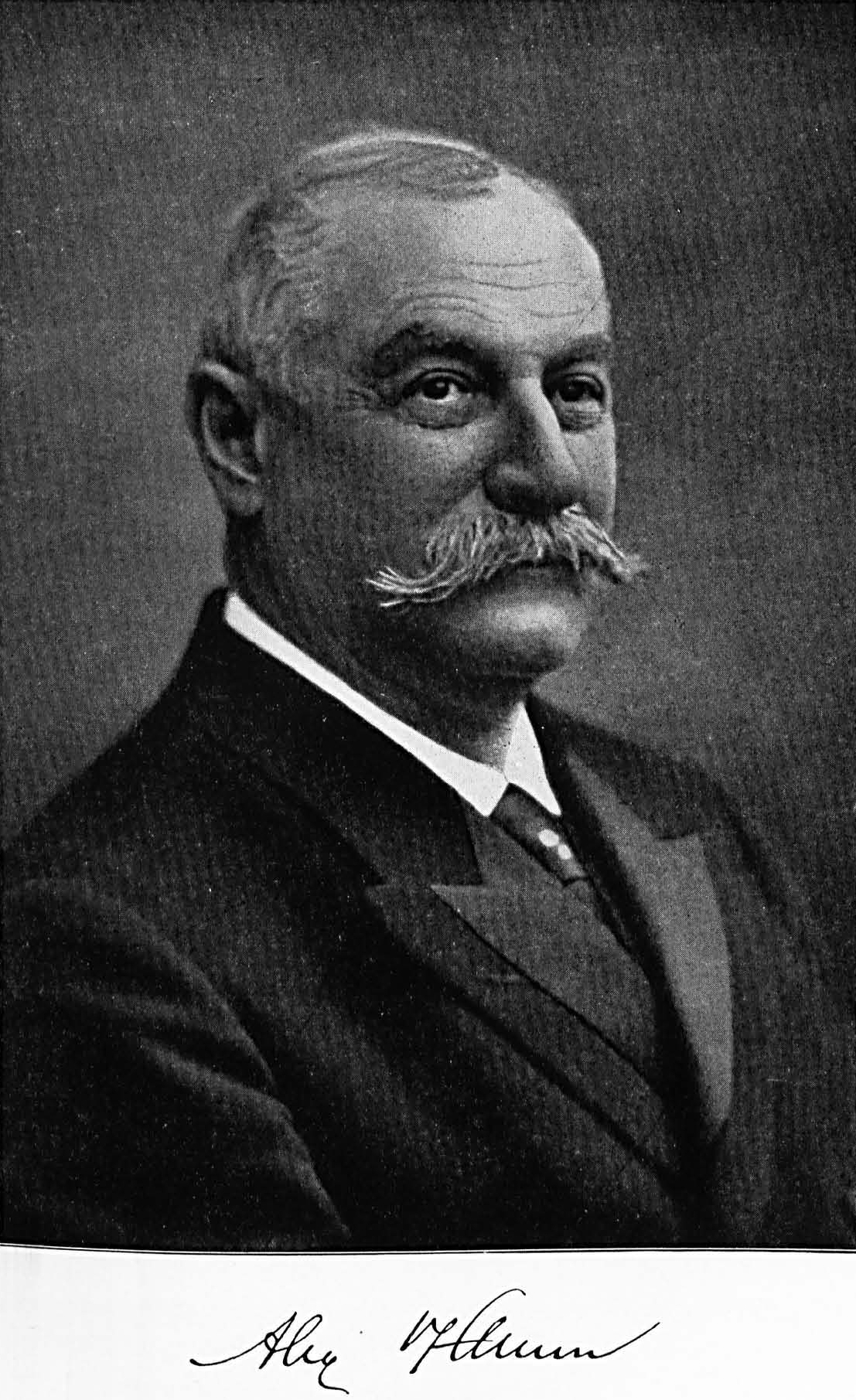
Alexander Pflaum

Alexander Pflaum, ab 1881 von Pflaum (geb. 4. Juni 1839 in Pflaumloch; gest. 15. Dezember 1911 in Berlin), war ein deutscher Bankier und Mäzen.

## Leben
Alexander Pflaum wurde als ältester Sohn des jüdischen Getreidehändlers Elias Pflaum in Pflaumloch geboren. Dieser gründete 1855 in Stuttgart das Bankhaus Pflaum. Sein Sohn Alexander absolvierte eine Bankausbildung in Frankfurt am Main, Berlin, Brüssel und Darmstadt. 1861 wurde er in der Loge Zu den 3 Cedern in Stuttgart zum Freimaurer aufgenommen. Im Jahr 1865 wurde Alexander Pflaum zusammen mit seinem Bruder Moritz Mitgesellschafter im Bankhaus seines Vaters, das 1881 unter Beteiligung der Württembergischen Vereinsbank in die Württembergische Bankanstalt in der Rechtsform einer Aktiengesellschaft umgewandelt wurde. Pflaum wechselte in den Aufsichtsrat der Württembergischen Vereinsbank.
Alexander Pflaum, ein Förderer der württembergischen Industrie, wurde 1881 vom König geadelt und zum Geheimen Kommerzienrat ernannt. Pflaum war von 1880 bis 1903 Aufsichtsratsvorsitzender des Stuttgarter Immobilien- und Baugeschäfts, das zahlreiche Cementwerke im Land betrieb. Im Jahr 1907 wurde Pflaum Ehrenbürger der Gemeinde Pflaumloch. Dort stiftete er eine Synagoge, die später als Gemeindehaus genutzt wurde.
Der kinderlose Kommerzienrat Pflaum, der mit Marie Clementine geb. Emden verheiratet war, hinterließ bei seinem Tod im Jahr 1911 einen beträchtlichen Aktienbesitz und eine große Kunstsammlung, die teilweise der Staatsgalerie Stuttgart vermacht wurde. Einen Teil seines Vermögens stiftete er für den Bau eines Altenheimes in Stuttgart und der Zentralleitung für Wohltätigkeit in Württemberg. Seine 1877 erworbene Villa an der Stuttgarter Falkertstraße wurde 1914 abgerissen, auf dem Grundstück wurde ein Schulgebäude errichtet.

## Auszeichnungen
- 1881 Ehrenritterkreuz des Ordens der Württembergischen Krone,[3] welches mit dem persönlichen Adelstitel (Nobilitierung) verbunden war
- 1896 Kommenturkreuz des Ordens der Württembergischen Krone[4]
- 1891 Kommenturkreuz II. Klasse des Württembergischen Friedrichs-Ordens
- 1885 Sächsischer Albrechts-Orden II. Klasse
- 1888 Orden der Krone von Italien
- Preußischer Kronenorden II. Klasse
- 1907 Ehrenbürger der Gemeinde Pflaumloch; dort wurde auch eine Straße nach Pflaum benannt[5]

## Rezeption
Die Ellwanger Gymnasiallehrerin Inge Barth-Grözinger verfasste nach der Biographie von Alexander Pflaum einen Roman für Jugendliche mit dem Titel Alexander, der 2009 erschien.